# Великі Мошківці
Великі Мо́шківці — село в Україні, у Червоненській селищній територіальній громаді Бердичівського району Житомирської області. Чисельність населення становить 534 особи (2001). У 1923—2015 роках — адміністративний центр колишньої однойменної сільської ради.

## Загальна інформація
Розташоване за 13 км західніше Андрушівки та за 18 км від залізничної станції Кодня.

## Населення
Станом на 1885 рік в селі мешкало 712 осіб, налічувалося 104 дворових господарства.
Відповідно до результатів перепису населення Російської імперії 1897 року, загальна кількість мешканців села становила 1 304 особи, з них: православних — 1 285, чоловіків — 634, жінок — 670.
Наприкінці 19 століття кількість населення становила 1 503 осіб, дворів — 211.
У 1906 році у селі налічувалося 1 459 мешканців, дворів — 246, у 1923 році — 350 дворів та 1 694 мешканці.
Відповідно до перепису населення СРСР 17 грудня 1926 року, чисельність населення становила 1 694 особи, з них 797 чоловіків та 897 жінок; етнічний склад: українців — 1 688, росіян — 4, поляків — 1, інші — 1. Кількість домогосподарств — 406, з них несільського типу — 4.
Станом на 1972 рік кількість населення становила 979 осіб, дворів — 356.
Відповідно до результатів перепису населення СРСР, кількість населення, станом на 12 січня 1989 року, становила 670 осіб. Станом на 5 грудня 2001 року, відповідно до перепису населення України, кількість мешканців села становила 534 особи.

### Мова
Розподіл населення за рідною мовою за даними перепису 2001 року:
| Мова       | Відсоток |
| ---------- | -------- |
| українська | 98,31 %  |
| російська  | 0,94 %   |
| білоруська | 0,37 %   |
| молдовська | 0,37 %   |

## Історія
Відоме з 1593 року. Згадується в акті від 7 жовтня 1593 року під назвою Озерянське Селище, в інвентарі маєтків Тишкевичів-Логойських у Житомирському повіті Київського воєводства, з переліком селян, міщан та їх повинностей. Місцевість ідентифікується в акті за географічним положенням Озерянського Селища — між Коднею, Котельнею та Нехворощем. Перейменування пояснюється заснуванням шляхтичем Мошківським нового поселення у пустому селищі, яке й отримало від нього назву — Мошківці. В акті від 3 липня 1736 року згадується як Мошкове Селище Коднянської волості. Згадується в люстрації Київського воєводства 1754 року, належало овруцькому стольникові Бежинському, що сплачував 9 злотих і 1 грош до замку та 36 злотих і 4 гроші до скарбу.
У другій половині 19 століття — село Коднянської волості Житомирського повіту Волинської губернії. Розміщувалося на південний схід від Кодні, за 30 верст від Житомира, за 15 верст від найближчої поштової станції у Реї, за 25 верст від найближчої залізничної станції Бердичів. Церкву збудовано 1744 року за кошти поміщика Бежинського, реконструйована у 1854 році, за кошти вірян та поміщика Рудницького, зокрема піднята на кам'яний підмурівок. Була дерев'яна дзвіниця на кам'яному фундаменті. При церкві землі 49 десятин. Дворів 134, парафіян 1 104 обох статей. Сусідні парафії — Ляхівці (2 версти), Никонівка (4 версти). З 1783 року діяло народне училище. Великий землевласник — Ф. А. Терещенко.
Станом на 1885 рік — колишнє власницьке село Коднянської волості Житомирського повіту Волинської губернії. Булм церковна парафія, заїзд.
Наприкінці 19 століття — село Коднянської волості Житомирського повіту Волинської губернії, за 32 версти від Житомира та 15 верст від поштової станції у Реї. Була церква, збудована 1744 року поміщиком Бужинським, від 1873 року діяла народна школа. Власність Терещенків.
У 1906 році — село Коднянської волості (5-го стану) Житомирського повіту Волинської губернії. Відстань до губернського та повітового центру, м. Житомир, становила 32 версти, від волосного центру, містечка Кодня — 12 верст. Найближче поштово-телеграфне відділення розміщувалося у Червоному.
Улітку 1919 року в селі відбулося повстання місцевих мешканців проти реквізицій продовольства радянською владою. Виступ селян був придушений зброєю.
У 1923 році включене до складу новоствореної Великомошковецької сільської ради, яка, 7 березня 1923 року, увійшла до складу новоутвореного Солотвинського (згодом — Коднянський) району Житомирської округи, адміністративний центр ради. Розміщувалося за 9 верст від районного центру, с. Солотвин. 17 червня 1925 року, відповідно до постанови ВУЦВК та РНК УСРР «Про адміністраційно-територіяльне переконструювання Бердичівської й суміжних з нею округ Київщини, Волині й Поділля», село, в складі сільської ради, передане до Андрушівського району Бердичівської округи. Відстань до районного центру, с. Андрушівка — 12 верст, до окружного центру в Бердичеві — 25 верст, до найближчої залізничної станції Кодня — 15 верст.
За свідченнями очевидців від Голодомору 1932—1933 рр. у селі загинуло 140 людей.
На фронтах Німецько-радянської війни воювали 423 селян, з них 130 загинули, 94 нагороджені орденами й медалями. 1960 року на братській могилі на їх честь встановлено пам'ятник.
В радянські часи у селі розміщувалася центральна садиба колгоспу, який обробляв 1 979,9 га угідь, з них 1 606,3 га ріллі. В основному вирощували пшеницю, ячмінь, цукрові буряки. Господарство спеціалізувалося на свинарстві. З допоміжних підприємств були млин, пилорама. 53 колгоспників нагороджено орденами і медалями СРСР, зокрема чабана П. Н. Горностая — орденами Трудового Червоного Прапора та «Знак Пошани».
В селі були середня школа, клуб, бібліотека, дитячий садок, медпункт, ощадна каса, відділення зв'язку, три магазини.
30 грудня 1962 року, разом із сільською радою, включене до складу Бердичівського району, 4 січня 1965 року повернуте до складу відновленого Андрушівського району Житомирської області.
10 серпня 2015 року увійшло до складу новоствореної Червоненської селищної територіальної громади Андрушівського району Житомирської області. Від 19 липня 2020 року, разом з громадою, в складі новоствореного Бердичівського району Житомирської області.

## Відомі люди
- Гаврилюк Віктор Степанович (1911—1994) — український фізико-географ, кандидат географічних наук, доцент Київського національного університету імені Тараса Шевченка.
- Горностай Василь Прокопович (1938—2005) — композитор, заслужений діяч мистецтв України.